# Любович Микола Миколайович
Мико́ла Микола́йович Любо́вич (* 16 (28) березня 1855, Тульчин Брацлавського повіту Подільської губернії — † 1 серпня 1933 (в деяких джерелах 1935), Ростов-на-Дону, РФ) — історик-славіст та дослідник історії європейських країн. Член-кореспондент АН СРСР (1924).

## Біографія
Народився у родині офіцера російської армії. Закінчив Першу Київську гімназію та Київський університет (1877). Вивчав загальну історію під керівництвом Івана Васильовича Лучицького. У 1877—1878 роках викладав історію та географію в Кам'янець-Подільській чоловічій гімназії . Стипендіат для підготовки до професорського звання при Київському університеті (1878).
Від 1880 року — доцент Варшавського університету. Захистив магістерську дисертацію «Історія реформації в Польщі. Кальвіністи та антитринітарії» (1883). 1890 року захистив докторську дисертацію «Початок католицької реакції та занепад реформації в Польщі» в Київському університеті.
Екстраординарний, ординарний професор Варшавського університету. Поділяв позитивістські погляди на історію та був близький до Варшавської історичної школи.
Працював в архівах Берліна, Берна, Варшави, Ватикану, Венеції, Вільно, Данцига, Женеви, Кенігсберга, Кракова, Москви, Парижа, Санкт-Петербурга, Цюриха та інших міст.
1890 року відвідав Кам'янець-Подільське давньосховище і передав у його фонди літературу, старожитності.
1915 року евакуювався з Варшавським університетом до Ростова-на-Дону. У 1920-і роки викладав у Північно-Кавказькому університеті.
Від 1929 року перебував на пенсії.

## Праці
Автор праць з історії реформації та контрреформації в Польщі.
- Иван Подкова: эпизод из отношений Подолии к Молдавии в XVI в. // Подольские епархиальные ведомости. — 1878. — № 18-19.
- Отчет о занятиях стипендиата для приготовления к профессорскому званию Н. Любовича в архивах и библиотеках Варшавы, Петербурга, Вильны и Слуцка // Университетские известия. — К., 1879. — № 11.
- Общественная роль религиозных движений // Там само. — К., 1881. — № 1.
- История реформации в Польше: кальвинисты и антитринитарии. — Варшава, 1883.
- Альбрехт, герцог Прусский, и реформация в Польше // Журнал Министерства народного просвещения. — 1885. — № 8.
- Обзор литературы по истории Польши XVI в. За истекший 1884 г. // Известия С.-Петербургского славянского благотворительного общества. — 1885. — Книга 6.
- Отчет Н. Н. Любовича о заграничной командировке на летнее вакационное время 1886 г. // Университетские известия. — К., 1887. — № 8.
- К истории иезуитов в литовско-прусских землях в XVI в. // Там само. — К., 1888. — № 4.
- Начало католической реакции и упадок реформации в Польше. — Варшава, 1890.
- Казацкое донесение об угрожающем татарском нападении на пределы Польши // Киевская старина. — 1893. — № 10.
- Польская историческая литература 1890 г. // Варшавский дневник. — 1897. — № 112—114, 129—130.
- Грюнвальдская битва. — Варшава, 1911.
- Несколько документов по истории реформации в Литве из Ватиканской библиотеки // Записки общества истории, филологии и права при Варшавском университете. — 1914. — Выпуск 7.